# Alan Cumming
Alan Cumming (Aberfeldy, 27 gennaio 1965) è un attore e regista scozzese naturalizzato statunitense.

## Biografia
Figlio di Mary e Alex Cumming (il padre era una guardia forestale), ha un fratello più grande, Tom. Studia alla "Monikie Primary School" e alla "Carnoustie High School", prima d'appassionarsi alla recitazione, era intenzionato a diventare veterinario. Inizia la sua carriera dividendosi tra lavori televisivi e produzioni teatrali, fino al 1995, quando ottiene i primi ruoli significativi. Ottiene una parte in Amiche di Pat O'Connor e recita nei panni di Boris Grishenko in GoldenEye, in seguito partecipa ai film Emma e Romy & Michelle.
Negli anni seguenti partecipa a produzioni cinematografiche molto diverse tra loro, dal flop Spice Girls - Il film al capolavoro di Stanley Kubrick Eyes Wide Shut, passando per I Flintstones in Viva Rock Vegas e La vendetta di Carter. Nel 1993 Cumming torna a teatro, dove ricopre il ruolo del Maestro delle Cerimonie nella produzione londinese del musical Cabaret, per il quale viene candidato ad un Laurence Olivier Award. Nel 1998 riprende la parte nella produzione di Broadway del musical, vincendo il Tony Award al miglior attore protagonista in un musical
Nel 2001 dopo aver partecipato a Spy Kids, assieme a Jennifer Jason Leigh scrive e dirige Anniversary Party. Nel 2003 ha ottenuto il ruolo del mutante supereroe Nightcrawler (Kurt Wagner) nel film X-Men 2 (diretto da Bryan Singer). In seguito presta la voce del gatto Sir Roland per Garfield - Il film e partecipa alla serie televisiva per ragazzi Shoebox Zoo, inoltre ha recitato il dio norvegese delle malefatte Loki nel film The Mask 2.
Nel 2006 partecipa ad alcuni episodi della serie tv The L Word. Dal 2009 recita nella serie TV della CBS, "The Good Wife", nel ruolo di Eli Gold. Nel 2012 recita come protagonista del film Any Day Now, una storia vera sulla battaglia legale di due omosessuali per l'adozione di un bambino affetto da Sindrome di Down. Cumming, oltre ad essere attore e regista, è anche sceneggiatore, cantante e compositore, ha lavorato a Broadway nel musical Cabaret, che gli è valso un Tony Award, inoltre ha lavorato nell'Amleto di William Shakespeare e in Morte accidentale di un anarchico di Dario Fo.
Alan Cumming è anche un patrono di NORM-UK, una organizzazione inglese contro la circoncisione; l'attore ha più volte condannato la pratica come una grande violazione dei diritti umani, particolarmente negli Stati Uniti, dove è comune.
Nel 2025, a 24 anni di distanza dal secondo capitolo della serie cinematografica degli X-Men, è stato annunciato che riprenderà nuovamente il ruolo di Nightcrawler nel film del Marvel Cinematic Universe Avengers: Doomsday, in uscita nel 2026.

## Vita privata
Ateo e apertamente bisessuale, Cumming è stato fidanzato per due anni con l'attrice Saffron Burrows, conosciuta sul set del film Amiche, e si è sposato due volte: prima, dal 1985 al 1993, con l'attrice Hilary Lyon ed in seguito, nel 2007, con l'illustratore Grant Shaffer, con il quale attualmente convive a Manhattan (New York) con i loro due cani, Jerry e Lala. Dal 2012 segue una dieta strettamente vegana ed è stato inserito nella lista, l'anno successivo, delle "25 celebrità vegane e vegetariane più sexy" dalla PETA, oltre ad essere insignito dalla stessa dell'Humanitarian Award nel 2017.

## Filmografia parziale

### Cinema
- A Praga (Prague), regia di Ian Sellar (1992)
- Un padre in prestito (Second Best), regia di Chris Menges (1994)
- Amiche (Circle of Friends), regia di Pat O'Connor (1995)
- GoldenEye, regia di Martin Campbell (1995)
- Emma, regia di Douglas McGrath (1996)
- Romy & Michelle (Romy and Michele's High School Reunion), regia di David Mirkin (1997)
- Buddy - Un gorilla per amico (Buddy), regia di Caroline Thompson (1997)
- Spice Girls - Il film (Spiceworld: The Movie), regia di Bob Spiers (1997)
- Plunkett & Macleane, regia di Jake Scott (1999)
- Eyes Wide Shut, regia di Stanley Kubrick (1999)
- Titus, regia di Julie Taymor (1999)
- I Flintstones in Viva Rock Vegas (The Flintstones in Viva Rock Vegas), regia di Brian Levant (2000)
- Una spia per caso (Company Man), regia di Peter Askin e Douglas McGrath (2000)
- Urbania, regia di Jon Shear (2000)
- La vendetta di Carter (Get Carter), regia di Stephen Kay (2000)
- Spy Kids, regia di Robert Rodriguez (2001)
- Josie and the Pussycats, regia di Harry Elfont e Deborah Kaplan (2001)
- Anniversary Party (The Anniversary Party), regia di Jennifer Jason Leigh e Alan Cumming (2001)
- Sesso ed altre indagini (Investigating Sex), regia di Alan Rudolph (2002)
- Spy Kids 2 - L'isola dei sogni perduti (Spy Kids 2: Island of Lost Dreams), regia di Robert Rodriguez (2002)
- Nicholas Nickleby, regia di Douglas McGrath (2002)
- X-Men 2, regia di Bryan Singer (2003)
- Missione 3D - Game Over (Spy Kids 3-D: Game Over), regia di Robert Rodriguez (2003)
- The Mask 2 (Son of the Mask), regia di Lawrence Guterman (2005)
- Neverwas - La favola che non c'è (Neverwas), regia di Joshua Michael Stern (2005)
- Il ritorno di Mr. Ripley (Ripley Under Ground), regia di Roger Spottiswoode (2005)
- Gray Matters, regia di Sue Kramer (2006)
- Tradire è un'arte - Boogie Woogie (Boogie Woogie), regia di Duncan Ward (2009)
- È complicato (It's Complicated), regia di Nancy Meyers (2009) - non accreditato
- The Tempest, regia di Julie Taymor (2010)
- Burlesque, regia di Steve Antin (2010)
- Any Day Now, regia di Travis Fine (2012)
- L'uragano Bianca (Hurricane Bianca), regia di Matt Kugelman (2016)
- La battaglia dei sessi (Battle of the Sexes), regia di Jonathan Dayton e Valerie Faris (2017)
- Detective Marlowe (Marlowe), regia di Neil Jordan (2022)
- Genie, regia di Sam Boyd (2023)

### Televisione
- Annie - Cercasi genitori (Annie), regia di Rob Marshall – film TV (1999)
- Sex and the City – serie TV, episodio 4x02 (2001)
- Frasier – serie TV, episodio 10x17 (2003)
- L'uomo per me (Playing It Straight) – programma TV, 6 puntate (2005) – narratore
- The L Word – serie TV, 6 episodi (2006)
- Ritorno al mondo di Oz (Tin Man), regia di Nick Willing – miniserie TV (2007)
- The Good Wife – serie TV, 119 episodi (2010-2016)
- Web Therapy – serie TV, 11 episodi (2011-2015)
- Queers – miniserie TV, puntata 08 (2017)
- Instinct – serie TV, 24 episodi (2018-2019)
- Doctor Who – serie TV, episodio 11x08 (2018)
- Briarpatch – serie TV, 5 episodi (2020)
- Prodigal Son – serie TV, episodi 2x07-2x08 (2021)
- Schmigadoon! – serie TV, 6 episodi (2021)
- The Good Fight – serie TV, 3 episodi (2022)

### Doppiatore
- Garfield - Il film (Garfield), regia di Peter Hewitt (2004)
- Rick & Steve: The Happiest Gay Couple in All the World (2008)
- Wet - videogioco, voce di Christopher Sorrell (2009)
- I Puffi (The Smurfs), regia di Raja Gosnell (2011)
- Outback (The Outback), regia di Kyung Ho Lee (2012)
- I Puffi 2 (The Smurfs 2), regia di Raja Gosnell (2013)
- Strange Magic, regia di Gary Rydstrom (2015)
- Show Dogs - Entriamo in scena (Show Dogs), regia di Raja Gosnell (2018)
- I Simpson (The Simpsons) – serie TV, 1 episodio (2021)
- Doctor Who – serie TV, episodio 15x02 (2025)

## Teatro
- Un tram che si chiama Desiderio di Tennessee Williams. Royal Lyceum Theatre di Edimburgo (1986)
- Victor & Barry di Alan Cumming e Forbes Masson. Donmar Warehouse di Londra (1988)
- Conquest of the South Pole di Manfred Karge. Royal Court Theatre di Londra (1989)
- The Knickers di Carl Sternheim. Bristol Old Vic di Bristol (1988)
- Come vi piace di William Shakespeare. Royal Shakespeare Theatre di Stratford-upon-Avon, Barbican Centre di Londra (1989)
- Singer di Peter Flannery. Swan Theatre di Stratford-upon-Avon, Barbican Centre di Londra (1989)
- Morte accidentale di un anarchico di Dario Fo. National Theatre di Londra (1991)
- Cabaret, libretto di Joe Masteroff, versi di Fred Ebb, colonna sonora di John Kander. Donmar Warehouse di Londra (1992)
- Amleto di William Shakespeare. Donmar Warehouse di Londra (1993)
- Cabaret, libretto di Joe Masteroff, versi di Fred Ebb, colonna sonora di John Kander. Studio 54 di New York (1998)
- Partita a quattro di Noël Coward. American Airlines Theatre di New York (2001)
- Elle, da Jean Genet. Zipper Factory Theatre (2002)
- L'opera da tre soldi, libretto di Bertolt Brecht, musiche di Kurt Weill. Studio 54 di New York (2006)
- Bent di Martin Sherman. Trafalgar Studios di Londra (2006)
- Le baccanti di Euripide. National Theatre of Scotland, Lyceum Theatre di Londra e Lincoln Center di New York (2007)
- Il gabbiano di Anton Čechov. East 13th Street/CSC Theatre di New York (2008)
- Macbeth di William Shakespeare. Ethel Barrymore Theatre di New York (2013)
- Cabaret, libretto di Joe Masteroff, versi di Fred Ebb, colonna sonora di John Kander. Studio 54 di New York (2014)
- White Rabbit Red Rabbit di Nassim Soleimanpour. Westside Theatre di New York (2016)
- Finale di partita di Samuel Beckett, regia di Richard Jones. Old Vic di Londra (2020)
- Burn di Alan Cumming e Steven Hoggett. Edinburgh International Festival di Edimburgo (2022)

## Riconoscimenti
- Golden Globe
  - 2015 - Candidatura per il miglior attore non protagonista in una serie per The Good Wife
  - 2016 - Candidatura per il miglior attore non protagonista in una serie per The Good Wife
- Premio Emmy
  - 2010 - Candidatura per il miglior attore guest in una serie drammatica per The Good Wife
  - 2011 - Candidatura per il miglior attore non protagonista in una serie drammatica perThe Good Wife
  - 2015 - Candidatura per il miglior attore non protagonista in una serie drammatica perThe Good Wife
  - 2016 - Candidatura per il miglior speciale o varietà per la 69ª edizione dei Tony Award
- Tony Award
  - 1998 - Miglior attore protagonista in un musical per Cabaret

## Doppiatori italiani
Nelle versioni in italiano dei suoi film, Alan Cumming è stato doppiato da:
- Danilo De Girolamo in GoldenEye, Titus, Una spia per caso, Spy Kids, Anniversary Party, Spy Kids 2 - L'isola dei sogni perduti, Missione 3D - Game Over, The Mask 2, Tradire è un'arte - Boogie Woogie, The Good Wife (episodi 1-61), Burlesque
- Sergio Lucchetti in The Good Wife (ep. 62-156), The Good Fight, Instinct, Schmigadoon!
- Mino Caprio in Emma, Nicholas Nickleby
- Vittorio Guerrieri in Web Therapy, Genie
- Massimiliano Manfredi in Romy & Michelle
- Fabrizio Manfredi in Buddy - Un gorilla per amico
- Roberto Certomà in Plunkett & Macleane
- Francesco Vairano in Eyes Wide Shut
- Neri Marcorè in I Flintstones in Viva Rock Vegas (Mick Jagged)
- Pino Insegno in I Flintstones in Viva Rock Vegas (Gazoo)
- Francesco Bulckaen in La vendetta di Carter
- Christian Iansante in Josie and the Pussycats
- Roberto Pedicini in X-Men 2
- Edoardo Nordio in Il ritorno di Mr. Ripley
- Gianni Bersanetti in Doctor Who
- Massimo Lodolo in Ritorno al mondo di Oz
- Emiliano Reggente in Any Day Now
- Massimo Giuliani ne La battaglia dei sessi
- Massimo De Ambrosis in Prodigal Son
- Roberto Accornero in Detective Marlowe

Da doppiatore è sostituito da:
- Simone Mori ne I Puffi, I Puffi 2
- Christian Iansante ne I Simpson
- Danilo De Girolamo in Garfield - Il film
- Guido Di Naccio in Wet
- Mino Caprio in God, the Devil and Bob
- Mario Bombardieri in Shoebox Zoo
- Pino Insegno in Strange Magic
- Giulio Berruti in Show Dogs - Entriamo in scena
- Alessandro Rigotti in Doctor Who